# Гештинанна
Гештинанна, Нгештинана, Гештиннин — малозначительная богиня шумерской мифологии, дочь Энки и Нинхурсаг, сестра Думузи, жена Нингишзиды. Отождествлялась с Азинуой, была писарем и истолкователем снов. Имя, возможно, расшифровывается как «виноградная лоза небес» или как «покрытая листвой виноградная лоза». Гештинанна могла выступать как богиня вина, божественная сила виноградной лозы и изготовленного из неё вина.
В мифе «Сон Думузи» рассказывается о том, как Думузи, преследуемый демонами, нашёл убежище в доме Гештинаны. Однако демоны всё же настигли его и утащили в преисподнюю (Кур)к Эрешкигаль, после чего Гештинана оплакивала своего брата дни и ночи. Её эпитеты в тексте мифа: «певунья», «колдунья», «вещунья», «знающая тайны письма».
Возможно, идентична с Амагештин («матушка виноградная лоза») из Лагаша.